# イングリット・ベッカー
イングリット・ベッカー (Ingrid Mickler-Becker、1942年9月26日-)は、旧西ドイツ出身の陸上競技選手。1968年メキシコシティーオリンピック、1972年ミュンヘンオリンピックの金メダリストである。

## 経歴
ベッカーは、1960年ローマオリンピックから4大会連続してオリンピックに出場。初めて出場したローマ大会では、走高跳に出場し9位という結果を残す。2年後の1962年のベオグラードで行われたヨーロッパ選手権では五種競技に出場。同じ西ドイツのヘルガ・ホフマンにわずか13ポイント及ばず4位となる。
1964年、2度目のオリンピックとなった東京オリンピックでは、走幅跳と、この大会から新たに採用された五種競技に出場。走幅跳では6m40の記録で、銅メダルを獲得したソ連のタチアナ・シチェルカノワにわずか2cm及ばず4位。五種競技は8位という結果に終わる。2年後のブダペストで行われたヨーロッパ選手権には走幅跳に出場するも予選落ちしている。
1968年、3回目のオリンピックとなったメキシコオリンピックでは、走幅跳、五種競技、4×100mリレーの3種目に出場。走幅跳、4×100mリレーは6位に終わったものの、五種競技では、5098ポイントをあげ3度目のオリンピックで初めての金メダルを獲得した。
ベッカーは、1969年、1971年のヨーロッパ選手権でも、100m、走幅跳、4×100mリレーでメダルを獲得する活躍を見せると、4度目のオリンピックとなった1972年ミュンヘンオリンピックでは3種目に出場。100mと走幅跳は予選落ちしたものの、クリスティアン・クラウゼ、アンネグレート・リヒター、ハイデ・ローゼンダールとともに西ドイツ代表として出場した4×100mリレーで、金メダルを獲得した。

## 主な実績
| 年   | 大会                 | 場所                         | 種目         | 結果 | 記録   |
| ---- | -------------------- | ---------------------------- | ------------ | ---- | ------ |
| 1962 | ヨーロッパ陸上選手権 | ベオグラード(ユーゴスラビア) | 五種競技     | 4位  | 4663pt |
| 1964 | オリンピック         | 東京(日本)                   | 走幅跳       | 4位  | 6m40   |
| 1964 | オリンピック         | 東京(日本)                   | 五種競技     | 8位  | 4717pt |
| 1968 | オリンピック         | メキシコシティ(メキシコ)     | 五種競技     | 1位  | 5098pt |
| 1968 | オリンピック         | メキシコシティ(メキシコ)     | 走幅跳       | 6位  | 6m43   |
| 1968 | オリンピック         | メキシコシティ(メキシコ)     | 4×100mリレー | 6位  | 43秒6  |
| 1969 | ヨーロッパ陸上選手権 | アテネ(ギリシャ)             | 4×100mリレー | 2位  | 44秒09 |
| 1971 | ヨーロッパ陸上選手権 | ヘルシンキ(フィンランド)     | 100m         | 2位  | 11秒46 |
| 1971 | ヨーロッパ陸上選手権 | ヘルシンキ(フィンランド)     | 走幅跳       | 1位  | 6m76   |
| 1971 | ヨーロッパ陸上選手権 | ヘルシンキ(フィンランド)     | 4×100mリレー | 1位  | 43秒30 |
| 1972 | オリンピック         | ミュンヘン(西ドイツ)         | 4×100mリレー | 1位  | 42秒81 |